# 톡스 (상표)

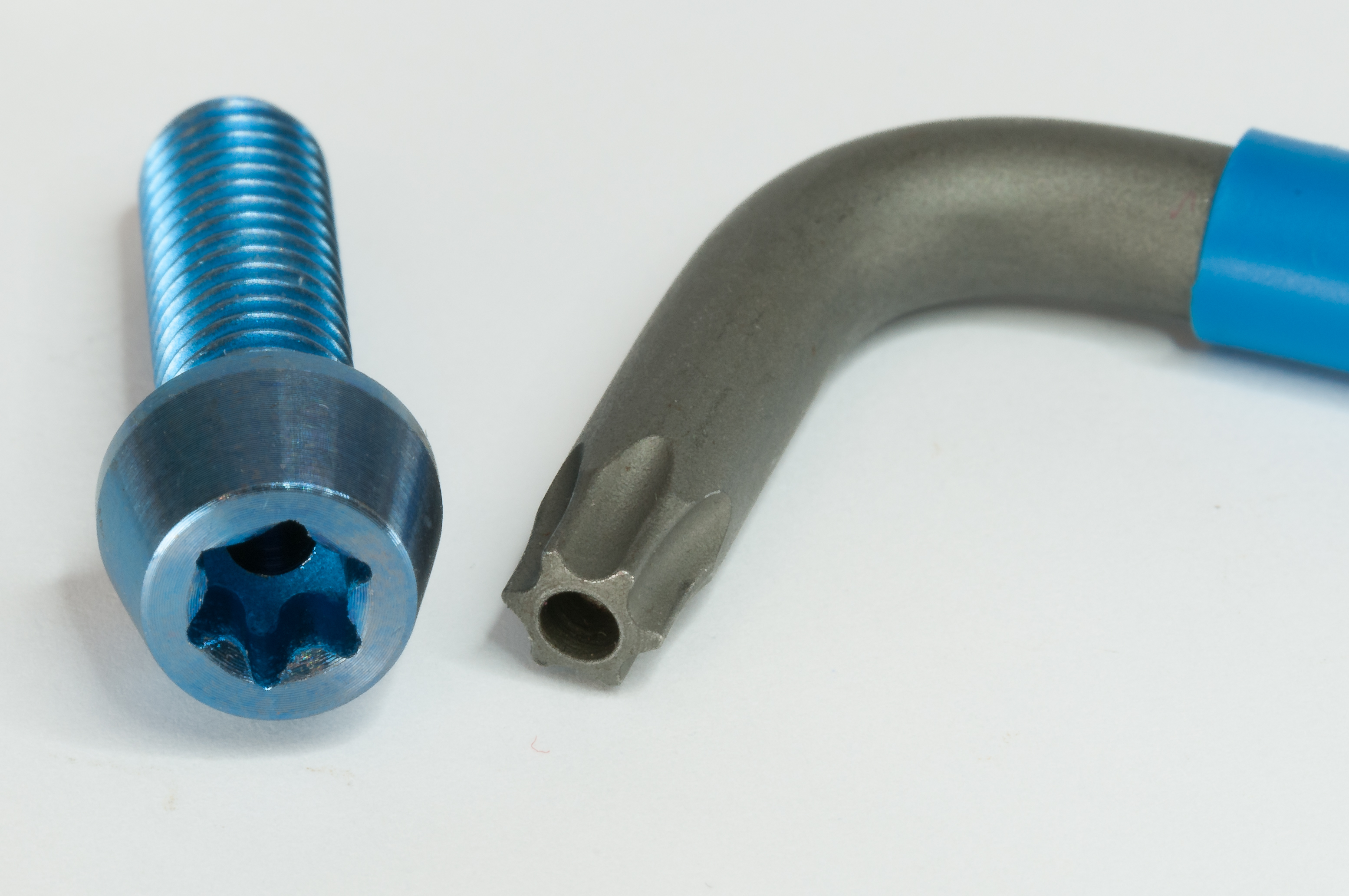

톡스(Torx, /tɔːrks/로 발음)는 캠카 텍스트론(Camcar Textron)이 1967년에 개발한 6포인트 별 모양 패턴이 특징인 스크류 드라이브 유형의 상표이다. 이 드라이브의 일반적인 일반 이름은 스타 스크루드라이버, 스타 비트에서와 같이 스타(star)이다. 국제표준화기구에서 ISO 10664로 표준화한 공식 일반명은 육각형 내부형이다. 이는 때때로 데이터베이스와 카탈로그에서 6lobe(대문자 G가 아닌 숫자 6으로 시작)로 축약된다. 개선된 헤드 프로필로 Torx Plus, Torx Paralobe 및 Torx ttap 등이 있다.
톡스 나사는 자동차, 오토바이, 자전거 브레이크 시스템(디스크 브레이크), 하드 디스크 드라이브, 컴퓨터 시스템 및 가전제품에서 흔히 볼 수 있다. 처음에는 드라이브 시스템과 드라이버가 널리 사용되지 않았기 때문에 조작 방지가 필요한 응용 분야에 때때로 사용되었다. 드라이버가 더욱 일반화됨에 따라 아래 설명된 변조 방지 변형이 개발되었다. 톡스 나사는 건설 산업에서도 점점 인기를 얻고 있다.

## 크기
| 크기 | 점대점 거리 | 점대점 거리 | 최대 토크 범위 | 최대 토크 범위 | ~ E Torx |
| 크기 | (in)        | (mm)        | (lb·ft)        | (N·m)          | ~ E Torx |
| ---- | ----------- | ----------- | -------------- | -------------- | -------- |
| T1   | 0.035       | 0.90        | 0.015–0.022    | 0.02–0.03      |          |
| T2   | 0.039       | 1.00        | 0.052–0.066    | 0.07–0.09      |          |
| T3   | 0.047       | 1.20        | 0.10–0.13      | 0.14–0.18      |          |
| T4   | 0.053       | 1.35        | 0.16–0.21      | 0.22–0.28      |          |
| T5   | 0.059       | 1.50        | 0.32–0.38      | 0.43–0.51      | E2       |
| T6   | 0.069       | 1.75        | 0.55–0.66      | 0.75–0.90      |          |
| T7   | 0.083       | 2.10        | 1.0–1.3        | 1.4–1.7        |          |
| T8   | 0.094       | 2.40        | 1.6–1.9        | 2.2–2.6        |          |
| T9   | 0.102       | 2.60        | 2.1–2.5        | 2.8–3.4        |          |
| T10  | 0.110       | 2.80        | 2.7–3.3        | 3.7–4.5        |          |
| T15  | 0.132       | 3.35        | 4.7–5.7        | 6.4–7.7        |          |
| T20  | 0.156       | 3.95        | 7.7–9.4        | 10.5–12.7      | E4       |
| T25  | 0.177       | 4.50        | 11.7–14.0      | 15.9–19        | E5       |
| T27  | 0.201       | 5.10        | 16.6–19.8      | 22.5–26.9      |          |
| T30  | 0.220       | 5.60        | 22.9–27.6      | 31.1–37.4      | E6       |
| T35  | 0.232       | 5.90        |                |                | E7       |
| T40  | 0.266       | 6.75        | 39.9–48.0      | 54.1–65.1      | E8       |
| T45  | 0.312       | 7.93        | 63.4–76.1      | 86–103.2       |          |
| T47  | GM-Style    |             |                |                |          |
| T50  | 0.352       | 8.95        | 97–117         | 132–158        | E10      |
| T55  | 0.447       | 11.35       | 161–189        | 218–256        | E12      |
| T60  | 0.530       | 13.45       | 280–328        | 379–445        | E16      |
| T70  | 0.618       | 15.70       | 460–520        | 630–700        | E18      |
| T80  | 0.699       | 17.75       | 696–773        | 943–1,048      | E20      |
| T90  | 0.795       | 20.20       | 984–1,094      | 1,334–1,483    |          |
| T100 | 0.882       | 22.40       | 1,359–1,511    | 1,843–2,048    | E24      |

## 같이 보기
- 스패너

1. ↑  《ISO 10664:2014 - Hexalobular internal driving feature for bolts and screws》.
2. ↑  “Chart of Torx fasteners and tools”. Wiha Tools USA. 2015년 12월 26일에 원본 문서에서 보존된 문서. 2012년 1월 14일에 확인함.
3. ↑  “2 Pcs T35 3/13 Torx Head Screwdriver Link 1/2 Square Mechanic Drive Socket”. 2020년 11월 25일에 원본 문서에서 보존된 문서. 2023년 9월 19일에 확인함.
4. ↑  “FTX47E, Socket Driver, TORX, GM-Style, T47”. 2013년 12월 16일에 원본 문서에서 보존된 문서. 2023년 9월 19일에 확인함.
5. ↑  “Fiero Torx Sockets”. 2017년 12월 12일에 원본 문서에서 보존된 문서. 2023년 9월 19일에 확인함.